# Garage house
A garage house az Egyesült Királyságban kialakult és elterjedt house irányzat. UK house-nak is hívják.
Legfőbb jellemzője, hogy a zene hangulatát, dallamát a mély lüktetése, és dallama határozza meg. A fő dallamsáv nem a közép tartományban valósul meg.
Vidám, hangszeres, énekes, telt dallamok, zúzós mély sávval.

## Története ('80-as évek)
A 80'-as évek elektronikus zenéje samplereken, szintetizátorokon, és szekvenciákon alapult. Ezek a hangszerek szerves részei a garage housenak. Ahol ez a zenei irányzat először feltűnt, az New-York volt. Azon belül is diszkókban, de legelőször a  Paradise Garage nevű klubban, ahol a tehetséges, és legendás DJ Larry Levan (1954-1992) játszott. Larry egyébként pályafutása elejét Frankie Knuckles-szel, a house zene inventorával kezdte.